# Nor Edesia
Nor Edesia ou Nor Yedesia (en arménien Նոր Եդեսիա) est une communauté rurale du marz d'Aragatsotn, en Arménie. Elle compte 1 162 habitants en 2009.